# Мур, Уэс
Уэ́стли Уо́тенд О́мари Мур (англ. Westley Watende Omari Moore; род. 15 октября 1978, Такома-Парк, Мэриленд) — американский финансист и политик, губернатор штата Мэриленд (с 2023 года).

## Биография
Мур рос в Балтиморе и в нью-йоркском районе Бронкс. В 1998 году окончил военный колледж Вэлли-Фордж. В 2001 году получил степень бакалавра международных отношений в Университете Джонса Хопкинса. Получил стипендию Родса и в 2004 году окончил Оксфордский университет со степенью магистра литературы по международным отношениям.
Служил в 82-й воздушно-десантной дивизии в звании капитана, участвовал в боевых действиях на территории Афганистана, затем в качестве стажёра Белого дома работал помощником государственного секретаря Кондолизы Райс. Основал в Балтиморе образовательную платформу BridgeEdU, которую в 2019 году приобрела бруклинская компания финансового содействия студентам Edquity. Работал в лондонском отделении Deutsche Bank и в нью-йорксом офисе Citigroup. Является CEO фонда Робин Гуда, борющегося с бедностью в Нью-Йорке.

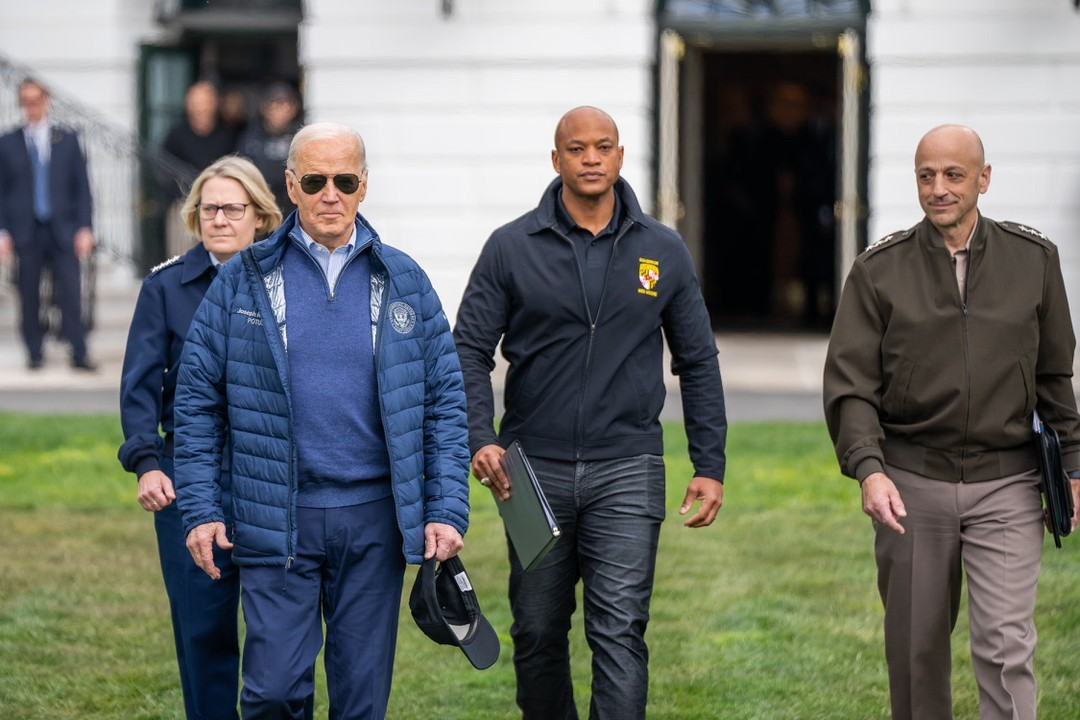
Президент Байден и Мур на Южной лужайке Белого дома, 2024 год

Первая книга Мура «The Other Wes Moore» («Другой Уэс Мур») стала бестселлером по мнению газеты The New York Times и была экранизирована компанией HBO, причём продюсером выступила Опра Уинфри.
8 ноября 2022 года победил на выборах губернатора Мэриленда члена Палаты делегатов Мэриленда республиканца Дэна Кокса, став первым в истории штата чернокожим победителем на губернаторских выборах и третьим — в истории США.

## Сочинения
- The other Wes Moore : one name, two fates, New York : Spiegel & Grau, 2010. ISBN 9780385528191
- Discovering Wes Moore : My Story, New York : Ember (Random House), 2013. ISBN 9780385741682, ISBN 9780385741675 и ISBN 9780375986703
- The work : searching for a life that matters, New York : Spiegel & Grau, 2015. ISBN 9780812983845
- Wes Moore; Shawn Goodman, This way home, New York : Delacorte Press, 2015. ISBN 9780385741699
- Wes Moore; Erica L Green, Five days : the fiery reckoning of an American city, New York : One World, 2020. ISBN 9780525512363